# Albrecht Surkau
Albrecht Surkau (* 1941 in Berlin; † 9. März 2018 in München) war ein deutscher Regisseur. Bekannt geworden ist er vor allem durch seine über 150 Hörspielinszenierungen.

## Leben
Surkau studierte Theaterwissenschaft an der Universität Leipzig und kam 1968 zum Staatlichen Komitee für Rundfunk, dem späteren Rundfunk der DDR, wo er vor allem bei internationalen Hörspielen Regie führte und mit frühen Stereo- und Kunstkopfaufnahmen experimentierte. 1973 führte er Regie beim ersten Hörspiel des Rundfunks der DDR in Kunstkopf-Stereofonie Blues, Text: Ernst Bruun Olsen, Komposition: Wolfgang Preißler. Daneben war er auch als erfolgreicher Theaterregisseur tätig.
Nach jahrelangen Auseinandersetzungen in der Hauptabteilung Funkdramatik des Rundfunk der DDR hatte Surkau zusammen mit seiner ebenfalls im DDR-Rundfunk tätigen Frau ein 200-seitiges Schreiben an Erich Honecker gerichtet, in dem sie die Kulturpolitik der DDR und speziell des Hörfunks grundsätzlich kritisierten. Zermürbende und über Jahre erfolglose Bemühungen um die Veränderung der hierarchischen Strukturen im DDR-Rundfunk führten letztlich zur Entscheidung die DDR verlassen zu wollen, was ebenso Inhalt des Schreibens war. Daraufhin wurde Albrecht Surkau sofort und fristlos aus dem Rundfunk der DDR entlassen. Es folgten zahlreiche Gewahrsamnahmen und Verhöre beim Ministerium für Staatssicherheit, Hausdurchsuchungen und die Beschlagnahme von Manuskripten. Ein Jahr später, im April 1985, erfolgte mit der offiziellen Entlassung aus der Staatsbürgerschaft der DDR die Ausbürgerung von Albrecht Surkau.
Nach seiner Übersiedlung nach Westdeutschland arbeitete Surkau als freier Hörspielregisseur für die Sendeanstalten der ARD. Seine Inszenierung von Tacheles mit Dr. Klaun (Text: Rainer Puchert) wurde im Juli 1997 zum Hörspiel des Monats gewählt. Seine letzte Regiearbeit für den Hörfunk war das Kriminalhörspiel Mordio XY, das 1999 von DeutschlandRadio Berlin (heute Deutschlandfunk Kultur) produziert wurde.

## Werke
Features
- Mitten in deinem Herz, Athen von Erasmus Schöfer. Musik: Mikis Theodorakis / bearbeitet von Tilo Medek. Prod.: Rundfunk der DDR, 1969
- Angela Davis oder Der unaufhaltsame Prozeß von Robert Lumer und Siegfried Hanusch. Musik: Tilo Medek. Prod.: Rundfunk der DDR, 1971. (Stereo)[4]
- Der Freispruch von Udo Krause. Prod.: Radio DDR II, 1972

Hörspiele
Einige Arbeiten als Hörspielregisseur:
- Agnieszka Osiecka: Appetit auf Frühkirschen, Musik: Tilo Müller-Medek. Prod.: Rundfunk der DDR, 1972. (Mono)
- Horst Dembny: Der General kommt, mit Hans-Joachim Hanisch, Ernst Kahler, Horst Weinheimer, u. a. Prod.: Rundfunk der DDR, 1973
- Heinz-Jürgen Zierke: Caramba, Molkenthin, mit Kristof-Mathias Lau, Peter Bause, Dorothea Meissner, u. a. Prod.: Rundfunk der DDR, 1973
- Jiří Kafka: Vom Wasser, das zu singen aufhörte, mit Klaus Piontek, Dietrich Körner, u. a. Musik: Tilo Müller-Medek. Prod. Rundfunk der DDR, 1973 (nicht zu verwechseln mit Litera-Produktion, 1975)
- Ernst Bruun Olsen: Blues mit Katarina Tomaschewsky, Jutta Wachowiak, u. a. Musik: Wolfgang Preißler. Prod.: Rundfunk der DDR, 1973, Erstsendung 1974. (Erste Produktion in Kunstkopf Stereo der DDR)
- Dieter Müller: Der große Coup von übermorgen mit Margit Bendokat, Ellen Tiedtke, u. a. Musik: Wolfgang Preissler. Prod.: Rundfunk der DDR, 1974
- James Ngugi: Der schwarze Eremit, mit Martin Flörchinger, Gerd Grasse, Bärbel Bolle, u. a. Musik: Wolfgang Preißler, Prod.: Rundfunk der DDR, 1974
- Ivan Isacovic: Alter schützt vor Torheit nicht, mit Ursula Braun, Klaus Piontek, Joachim Tomaschewsky, u. a. Musik: Wolfgang Preißler, Prod.: Rundfunk der DDR, 1974. (Kunstkopf Stereo)
- Günter Spranger: Zur Fahndung ausgeschrieben: Sabine , mit Helga Sasse, Monika Lennartz, Waltraut Kramm, u. a. Prod.: Rundfunk der DDR, 1974
- Hans-Ulrich Lüdemann: Unser Weg nach San José, Musik: Werner Pauli, Prod.: Rundfunk der DDR, 1974
- Erik Zames: Ballade vom kleinen Mädchen, mit Fred Düren, Hasso Zorn, u. a. Musik: Wolfgang Preissler. Prod.: Rundfunk der DDR, 1975 (Kunstkopf Stereo)
- Prosper Mérimée: Die Jacquerie, mit Gerd Grasse, Peter Bause, Horst Weinheimer, u. a. Musik: Tilo Medek. Prod.: Rundfunk der DDR, 1975
- Leszek Porok: Die schlanke Stimme, mit Ingolf Gorges u. a. Musik: Wolfgang Preissler. Prod.: Rundfunk der DDR, 1976. (Kunstkopf Stereo)
- David Campton: Die Wohltäterin, mit Käthe Reichel, Margit Bendokat, u. a. Musik: Wolfgang Preissler. Prod.: Rundfunk der DDR, 1977.
- Michael Kittermaster: Nacht der Trommel, mit Gerd Grasse, Karin Gregorek, u. a. Musik: Wolfgang Preissler. Prod.: Rundfunk der DDR, 1977 (Kunstkopf Stereo)
- Jan Ulciansky: Tik - Tak, mit Eberhard Prüter, Joachim Siebenschuh, u. a. Musik: Günter Hauk, Prod.: Rundfunk der DDR, 1978. (Stereo)
- Eugene O’Neill: Hughie, mit Jürgen Holtz, Horst Lebinsky, Prod.: Berliner Rundfunk, 1978
- Ervin Lázár: Reise auf dem roten Pferd, mit Joachim Siebenschuh, Angelika Waller, u. a. Musik: Wolfgang Preissler. Prod.: Rundfunk der DDR, 1977, Erstsendung am 19. März 1978.
- Alfred Bergmann: Dauerlauf, mit Ulrich Voss, u. a. Prod.: Rundfunk der DDR, 1979. (Kunstkopf Stereo)
- Björn Runeborg: Das Stipendium, mit Michael Christian, Jutta Wachowiak, u. a. Prod.: Radio DDR, 1979
- Don Haworth: An einem Tag im Sommer in einem Garten, mit Wolfgang Brunecker, Kurt Böwe, Renate Pick, Prod.: Rundfunk der DDR, 1981. (Kunstkopf), ISBN 3-934492-01-0
- Sei Kurashima: Das Läuten des Windglöckchens, mit Gerhard Bienert, Curt Bois, Lotte Loebinger u. a. Musik: Reiner Bredemeyer, Prod.: Rundfunk der DDR, 1982. (Stereo)
- Henrik Ibsen: John Gabriel Borkmann, mit Kurt Böwe u. a., Musik: Ralf Hoyer, Prod.: Rundfunk der DDR, 1983. (Stereo)
- Antonio Skármeta: Brennende Ungeduld, Musik: Ralf Hoyer, Prod.: Rundfunk der DDR, 1983. (Stereo)
- Laverne Kehr: Bei uns im Westen, mit Curt Bois, Musik: Ralf Hoyer, Prod.: Rundfunk der DDR, 1984. (Kunstkopf)
- Johannes Bobrowski: Boehlendorff, mit Bruno Ganz, Uwe Friedrichsen, Evelyn Hamann u. a., Prod.: Radio Bremen 1986. (Stereo)
- Horst Bieber: Der Irrtum - Zwei Morde und ein Kunstraub., mit Wolfgang Condrus, Sonja Deutsch, Viola Sauer, u. a. Musik: Friedhelm Schönfeld. Prod.: WDR, 1986
- Hans Werner Kettenbach: Torschluß, Kriminalhörspiel mit Angelica Domröse, Sigo Lorfeo, u. a. Musik: Thomas Preissler (auf dem Cover „Preißler“ geschrieben). Prod.: WDR, 1987, ISBN 3-89813-217-X
- Bernd Hackländer: Schnee von gestern, mit Jürgen Holtz, Marianne Rogée, Reinhart Firchow, u. a. Musik: Albert Jung, Prod.: WDR, 1987
- -ky: Schotts letzte Fahrt, Kriminalhörspiel mit Ingolf Gorges, Dagmar Biener, Ingeborg Westphal u. a., Prod: WDR, 1990, ISBN 3-442-70025-6
- Torsten Enders: Kowatz - ein deutsches Stück Leben, mit Harry Wüstenhagen, Helmut Krauss u. a. Musik: Ralf Hoyer, Prod.: WDR, 1990
- -ky: Niemand kennt Tag und Stunde, Kriminalhörspiel mit Jessy Rameik, Franziska Troegner, u. a. Musik: Stan Regal, Prod.: WDR, 1992, ISBN 3-442-70009-4
- Ireneusz Iredynski: Die Süchtigen, mit Klaus Herm, Helmut Krauss, Udo Schenk, u. a. Prod.: DS Kultur, 1992
- Stefan Zanew: Die letzte Nacht des Sokrates, mit Hansjürgen Hürrig, u. a., Prod.: DS Kultur, 1992
- Andreas Pflüger: Das Bouillabaisse-Komplott, Komödie mit Otto Sander, Manfred Krug u. a. Musik: Thomas Preissler, Prod.: DSK, 1993.
- Conny Lens: Alexandra, mit Gert Haucke, Matthias Haase, u. a., Musik: Thomas Preissler, Prod.: WDR, 1993, ISBN 3-442-01988-5
- Daniel Wisser: Literatur Literatur, mit Dietrich Körner, Christoph Engel, u. a. Musik: Thomas Preissler, Prod.: DS Kultur, 1993
- Horst Bosetzky: Volles Risiko , mit Friedhelm Ptok, Gundula Köster, Maximilian Wigger, u. a. Prod.: DLR, 1994
- Igor Kroitzsch: Was nun?, mit Eric Vaessen, Madeleine Lierck, Helmut Müller-Lankow, Musik: Georg Katzer, Prod.: DLR Berlin, 1995
- Alexander Djetkow: Der Mann, der Vertrauen erweckt, Kriminalhörspiel mit Martin Seifert, Andrea Solter, Eva Schäfer, u. a. Musik: Ralf Hoyer, Prod.: DLR Berlin, 1995
- Joachim Walther: Stille. Nacht. Klirrende Fahnen, mit Winfried Glatzeder, Ingeborg Westphal, Horst Lampe, Ingolf Gorges u. a. Musik: Wolfgang Preißler. Prod.: DLR, 1995
- Karl-Heinz Bölling: Der Metzger, mit Franziska Troegner, u. a. Musik: Ralf Hoyer, Prod.: DLR Berlin, 1995
- Wolfgang Mahlow: Big Jim und die Vogelmorde, Prod.: DLR Berlin, 1996
- Jost Nickel: Herr König stirbt, Kriminalhörspiel mit Margit Bendokat, Horst Hiemer, u. a., Prod.: DLR Berlin, 1997.
- -ky: Ein Schmarotzer weniger, mit Martin Semmelrogge, Matthias Ponnier, Gottfried Mehlhorn, u. a. Musik: Thomas Preissler. Prod.: WDR, 1997.
- Igor Kroitzsch: Mordio XY, Kriminalhörspiel mit Horst Bollmann, Tilly Lauenstein, u. a. Prod.: DLR Berlin, 1999.

## Tonträger
- Die Betrunkene Sonne / Drei Tierfabeln Nach La Fontaine. Sprecher: Gerry Wolff, Komposition: Tilo Medek, Musik: Rundfunk-Sinfonieorchester Berlin. LP Vinyl, Nachpressung NOVA 8 85 019, Erstveröffentlichung Litera, 1974
- Vom Wasser, das zu singen aufhörte mit Werner Kamenik, Gabriele Gysi, u. a. Komposition: Tilo Medek, LP Vinyl, Litera 8 65 224, erschienen 1975
- Die Nußtorte mit Jutta Wachowiak, Wolfgang Ostberg, u. a. LP Vinyl, SCHOLA 8 70 036, erschienen 1976
- So ein Struwwelpeter mit Ruth Kommerell, Wolfgang Dehler, u. a. Komposition: Friedhelm Schönfeld, LP Vinyl, Litera 8 65 268, erschienen 1981
- Das Märchen von der Maus mit der Grashalmflöte und andere Geschichten für Kinder mit Gerry Wolff, Franziska Troegner, u. a. Komposition: Hartmut Behrsing, LP Vinyl, Litera 8 65 312, erschienen 1981
- Ich war einmal ... oder Die Zimmerreiseabenteuer des Helden Buci mit Franziska Troegner, Peter Bause, u. a. Komposition: Reiner Bredemeyer, LP Vinyl, Litera 8 65 320, erschienen 1982